# Lallie Charles Cowell
Lallie Charles (nascuda Charlotte Elizabeth Martin) (1869-1919), juntament amb la seva germana Rita Martin, van ser les dones retratistes amb més èxit comercial del començament del segle xx.

## Biografia
Lallie Charles va ser fotògrafa social. El 1896 va obrir el seu primer estudi, anomenat «The Nook», a 1 Titchfield Road, Regent's Park, Londres. El 1897, la seva germana Rita Martin va anar a treballar amb ella. El 1906 Martin va obrir el seu propi estudi al carrer 27 Baker i les dues germanes es van convertir en rivals.
Charles es va inspirar en Alice Hughes; altres dones pioneres fotògrafes del seu temps, a part de la seva germana, són: Christina Broom, Kate Pragnell i Lizzie Caswall Smith. Yevonde Middleton va ser aprenent de Charles, i Cecil Beaton, de jove, va plantejar un retrat de família, experiència que després va descriure al seu llibre Fotobiografia. Parlant sobre les germanes, Beaton va dir: «Rita Martin i la seva germana, Lallie Charles, la fotògrafa rival, van retratar els seus asseguts amb una llum suau, fent que tots els cabells estiguessin de moda per aparèixer a la fotografia».

## Llegat
Alguns negatius de Lallie Charles i de la seva germana Rita Martin es conserven a la National Portrait Gallery, que van ser donats per la seva neboda Lallie Charles Martin el 1994. També hi ha publicacions de la seva feina al Museu Nacional d'Art de Catalunya.

## Galeria de fotografies

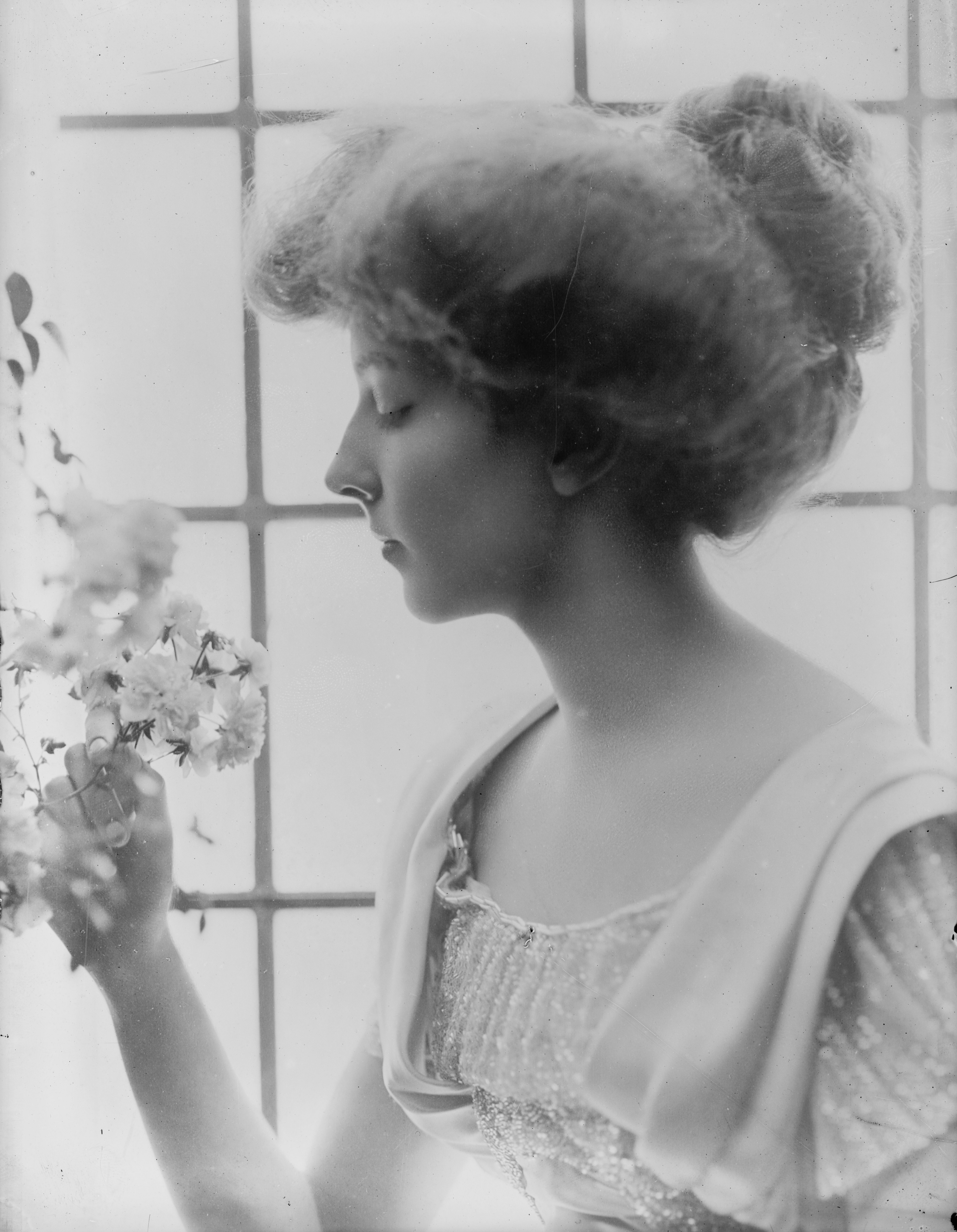
Anita de Braganza
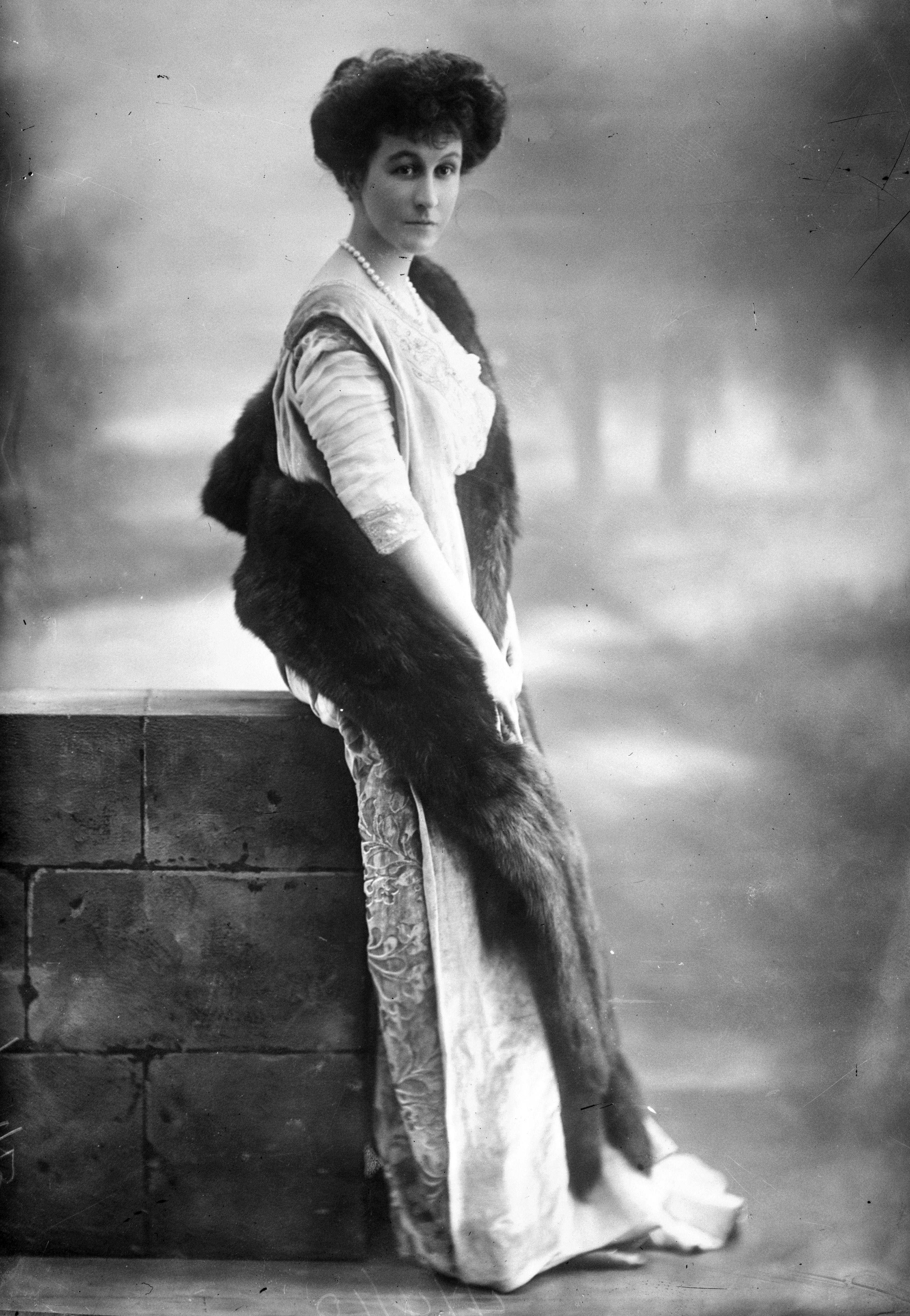
Anne Innes-Ker
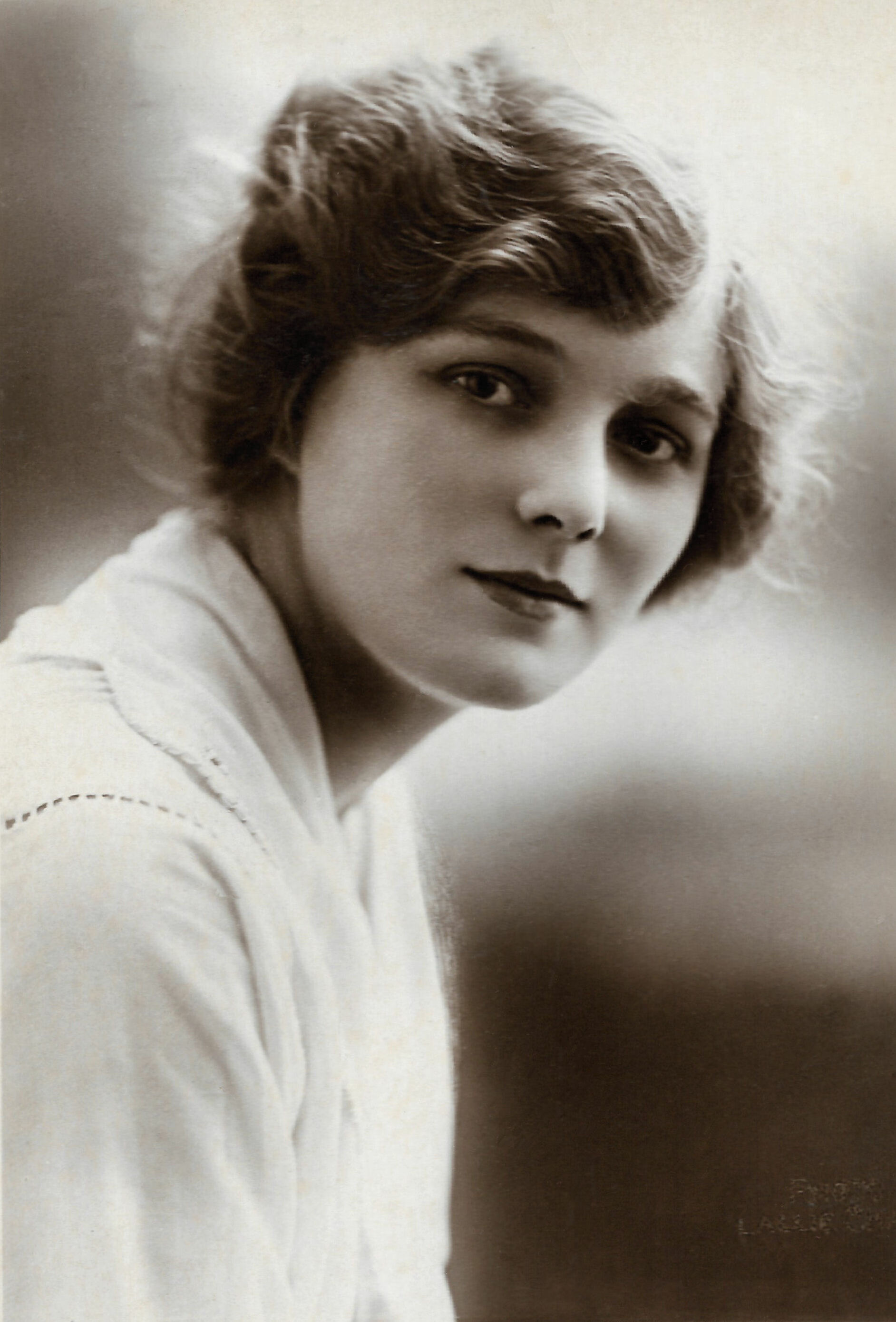
Chrissie White
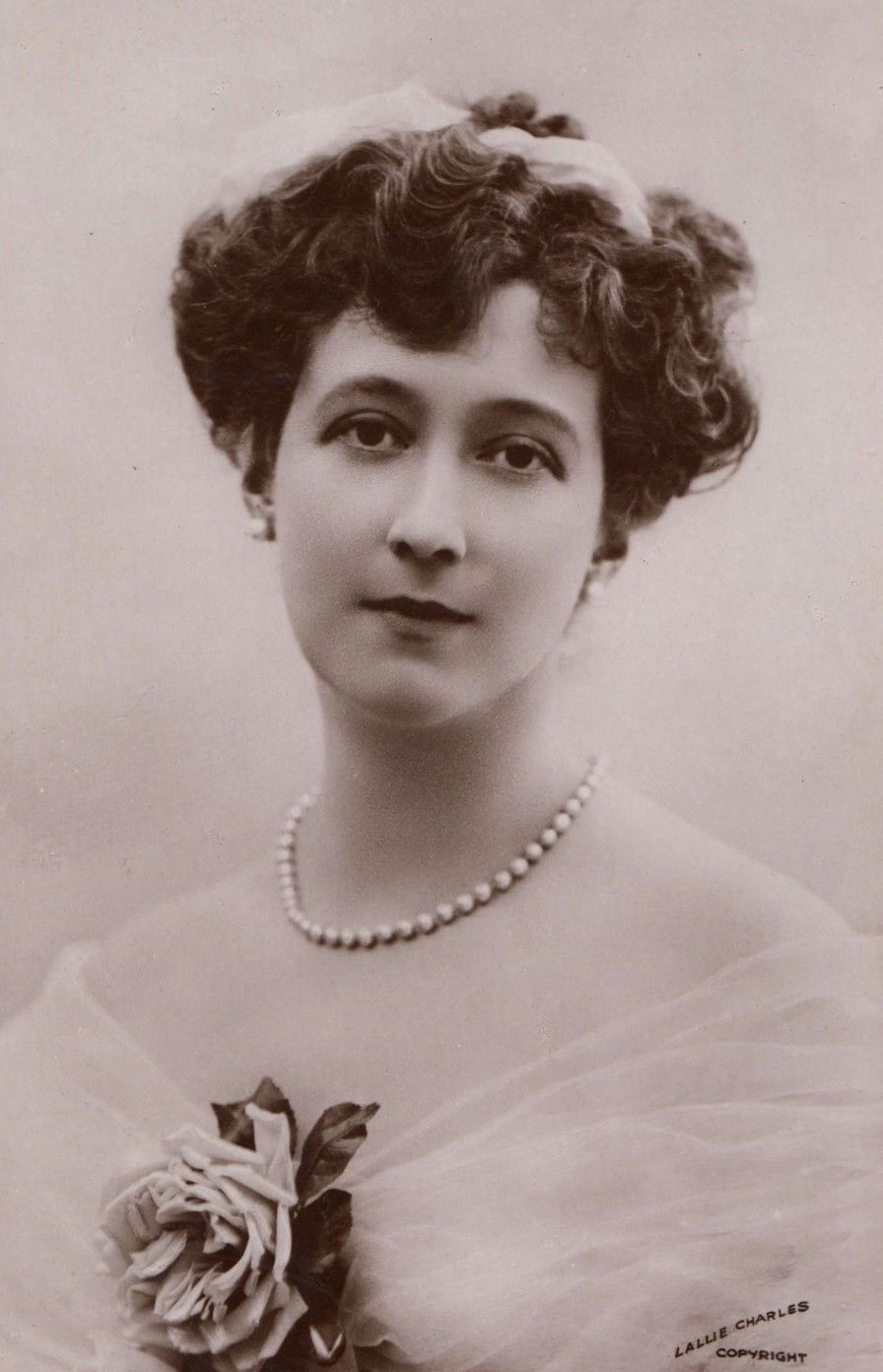
Ellis Jeffreys Rotary
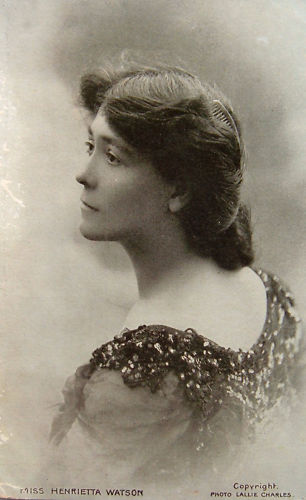
Henrietta Watson
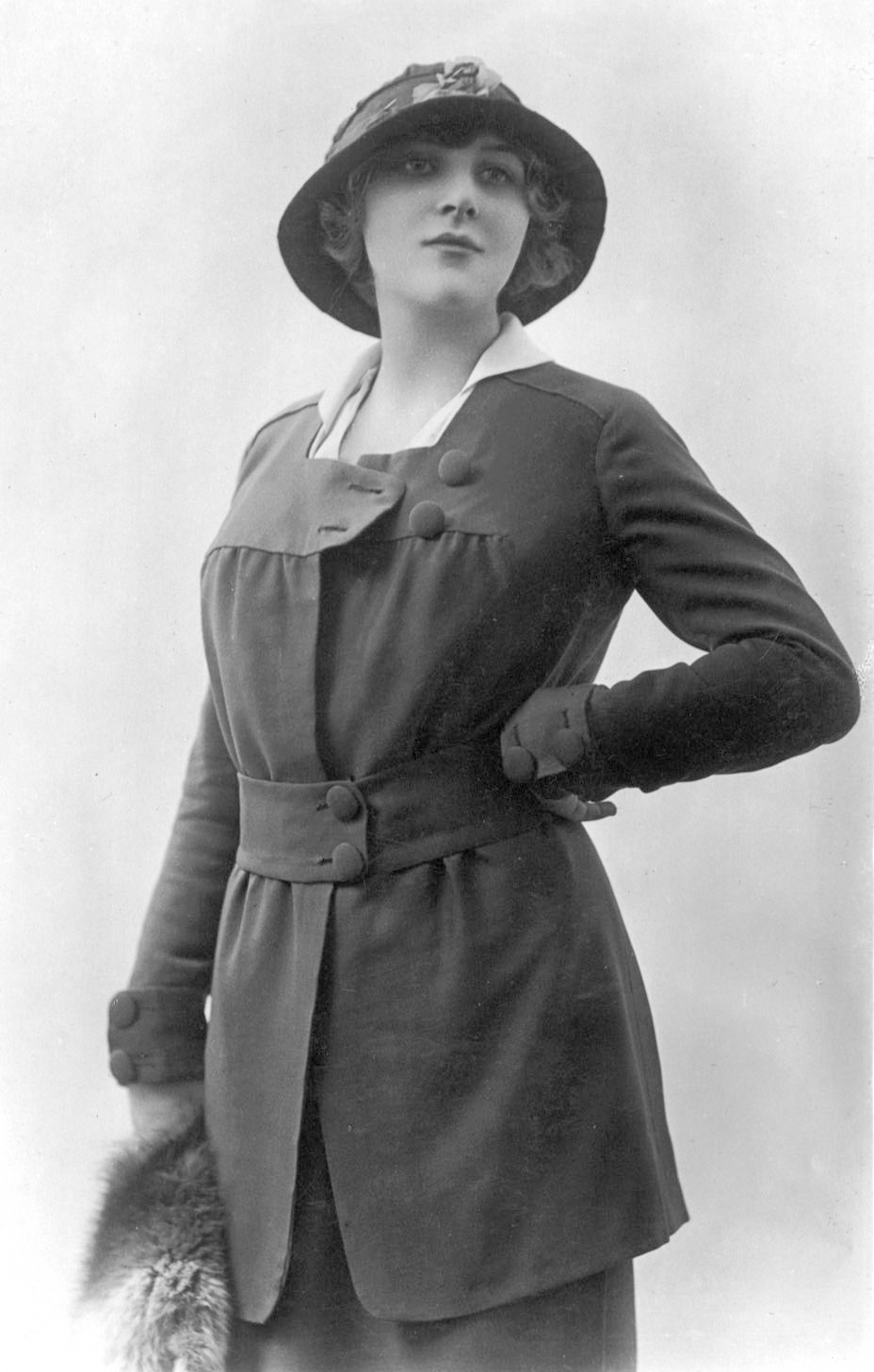
Isobel Elsom
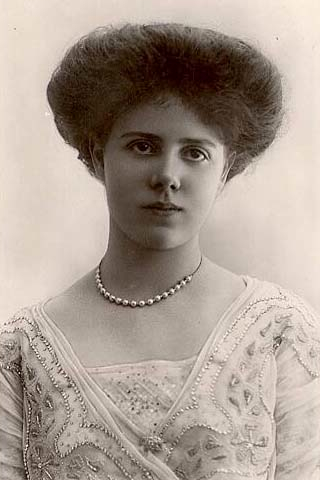
Maud de Fife
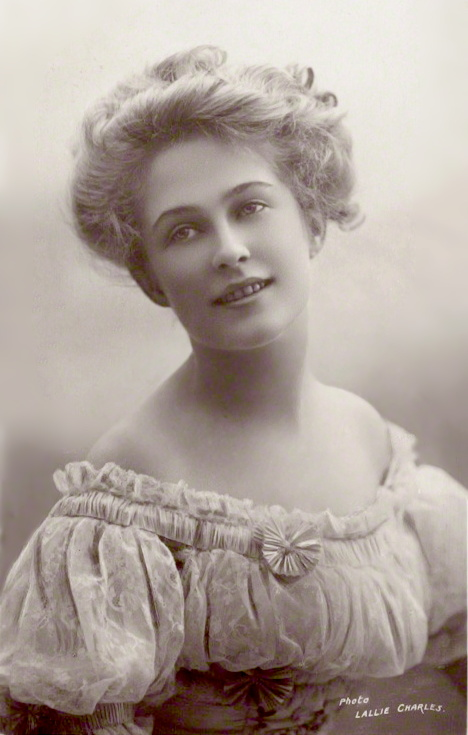
Pauline Chase
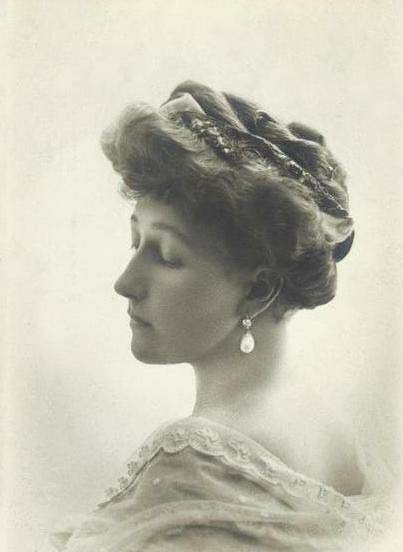
Estefania de Bèlgica
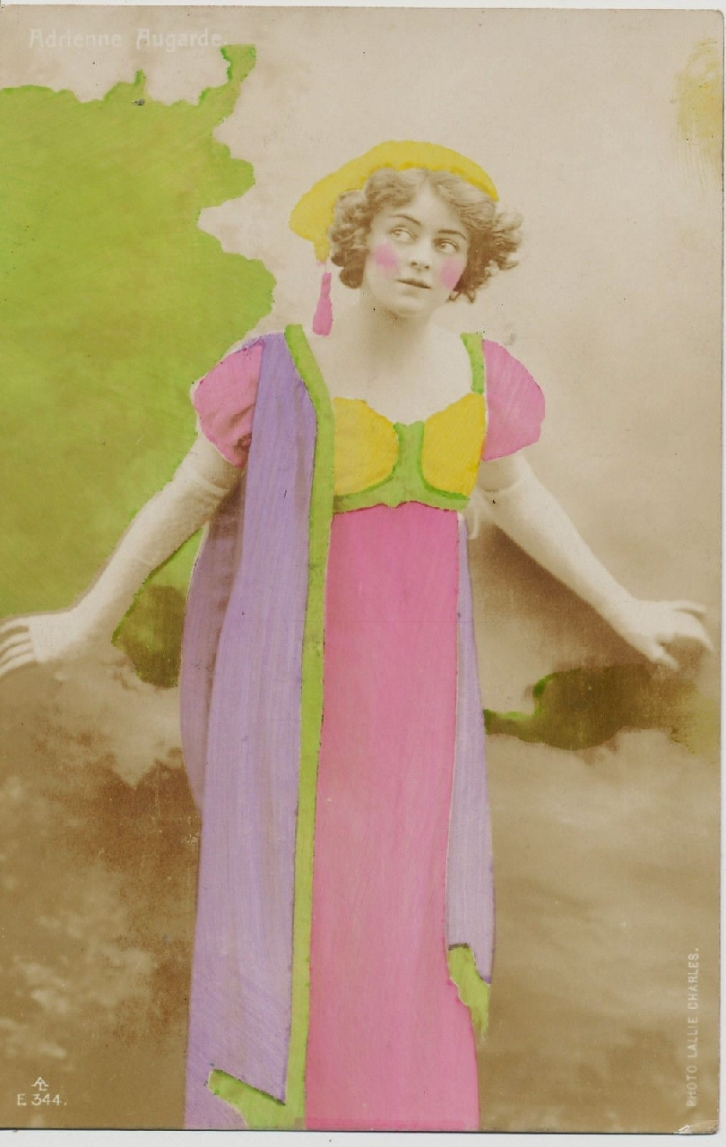
Adrienne Augarde
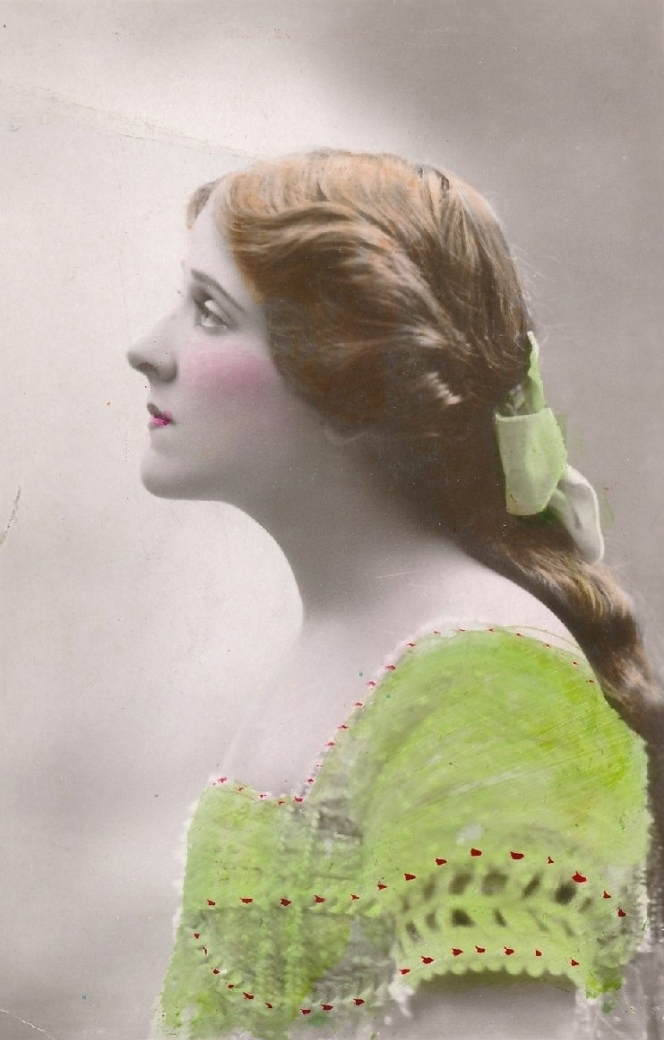
Edna May
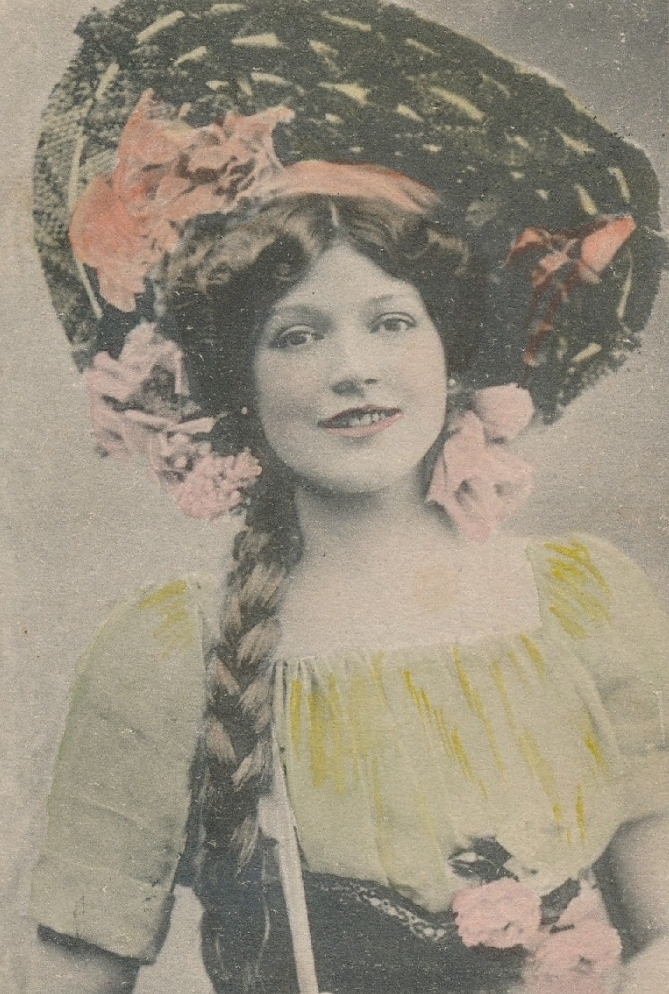
Ruth Vincent
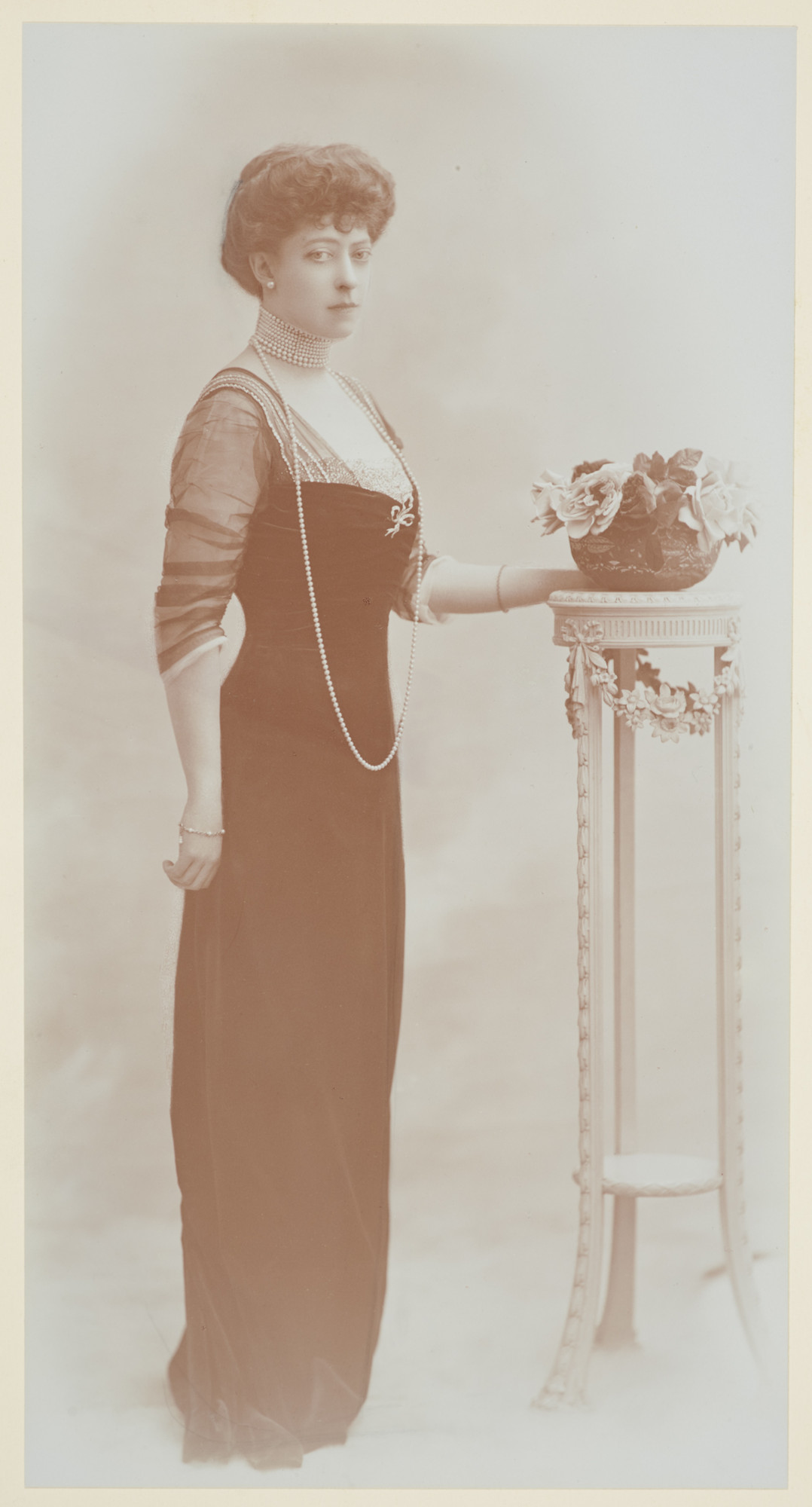
Princesa Victòria del Regne Unit
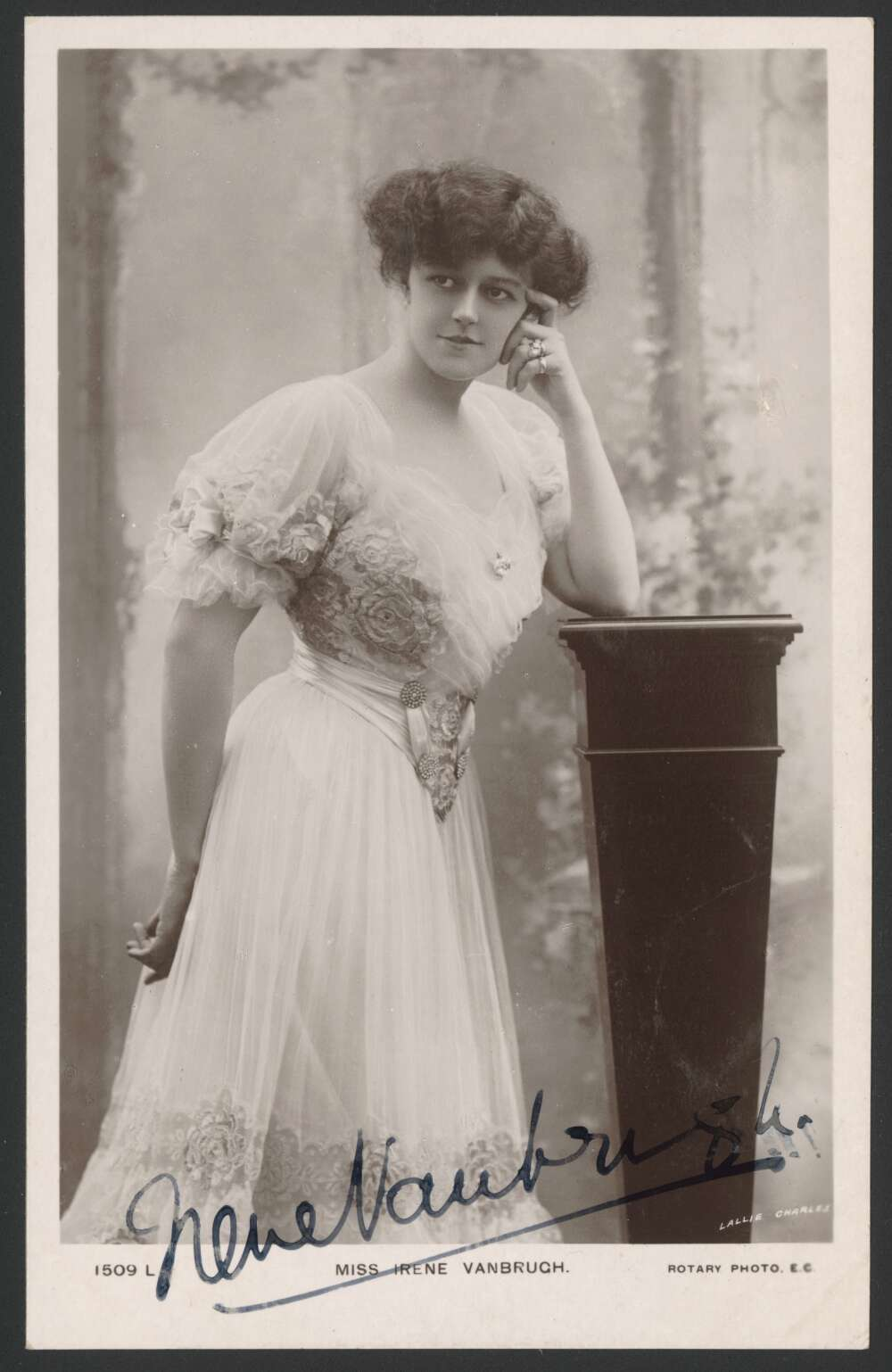
Irene Vanbrugh
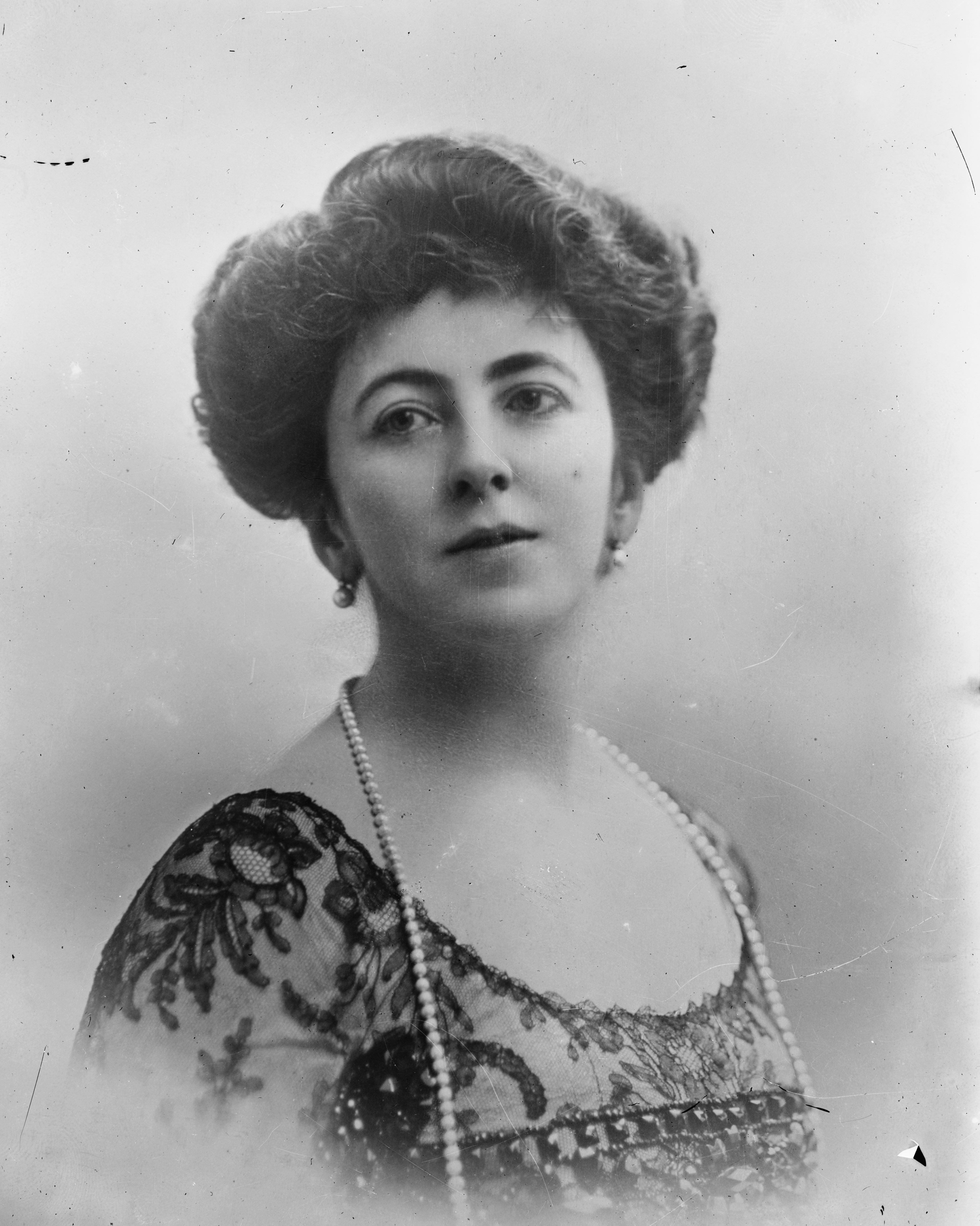
Rita Armstrong, Mrs. Anthony Joseph Drexel Jr.
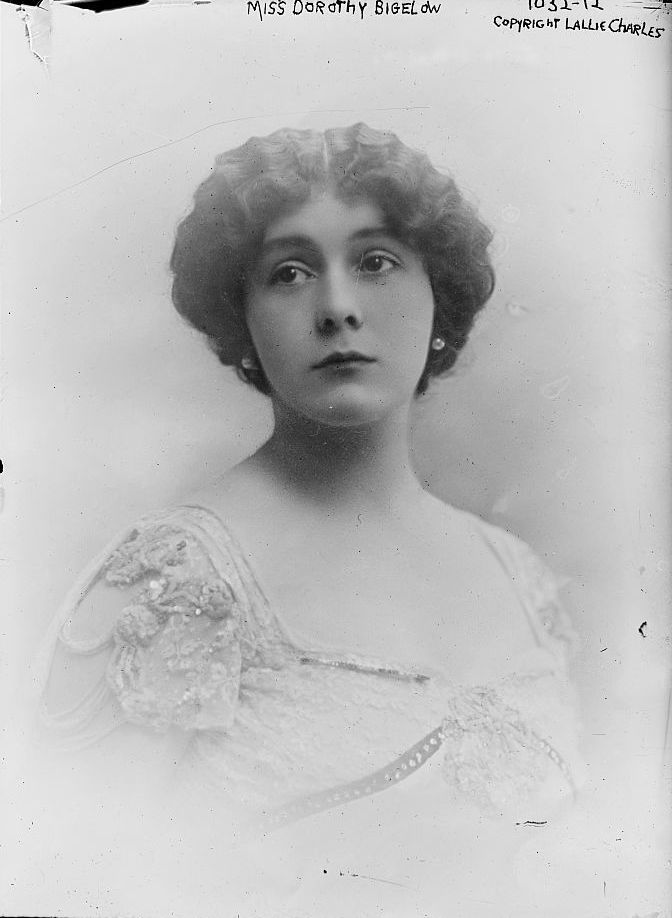
Dorothy Bigelow, Mrs. Ward Melville
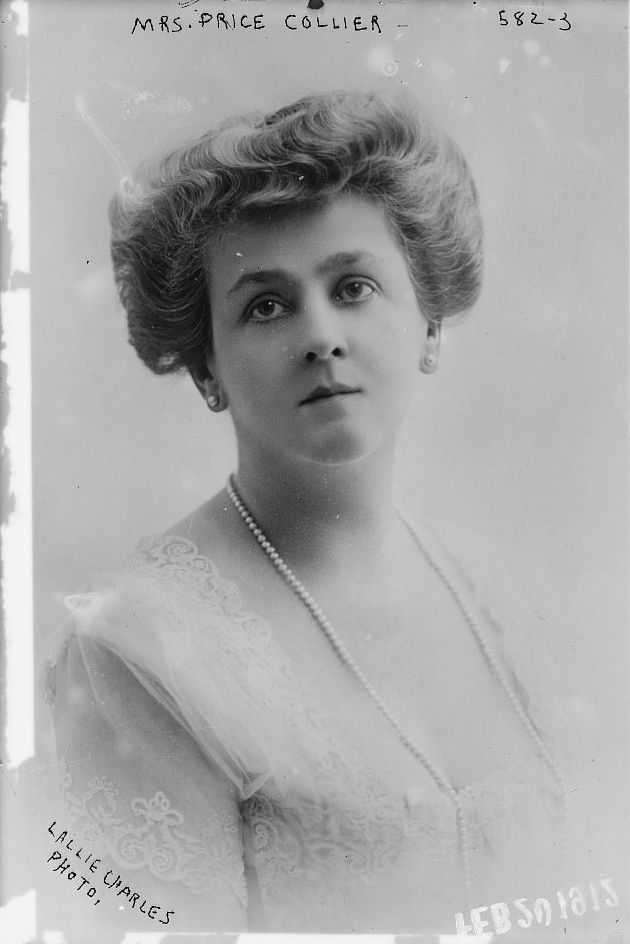
Catherine Delano, Mrs. Hiram Price Collier, mare de Katharine St. George
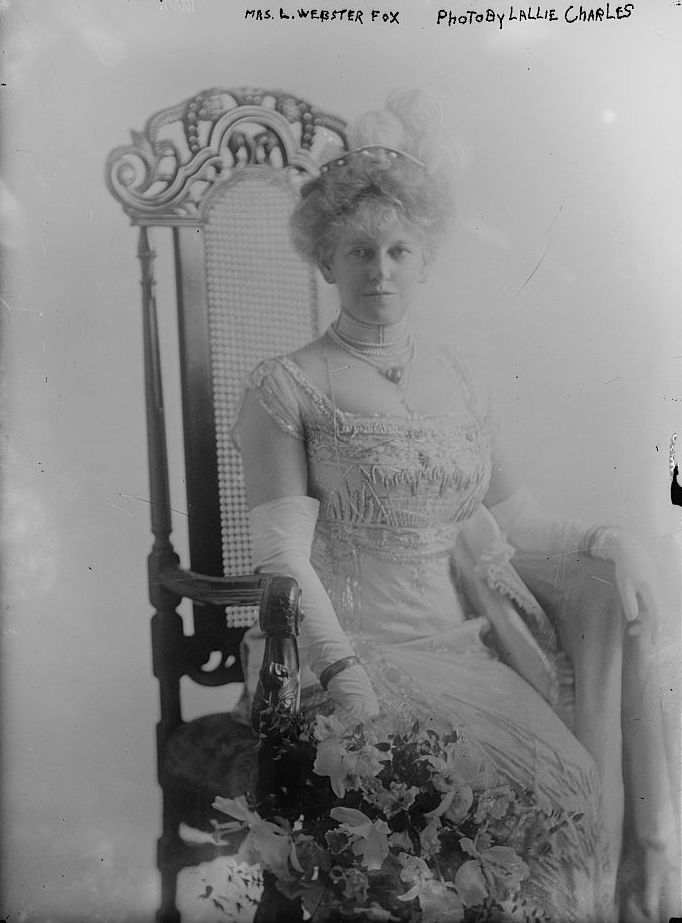
Mrs. L. Webster Fox
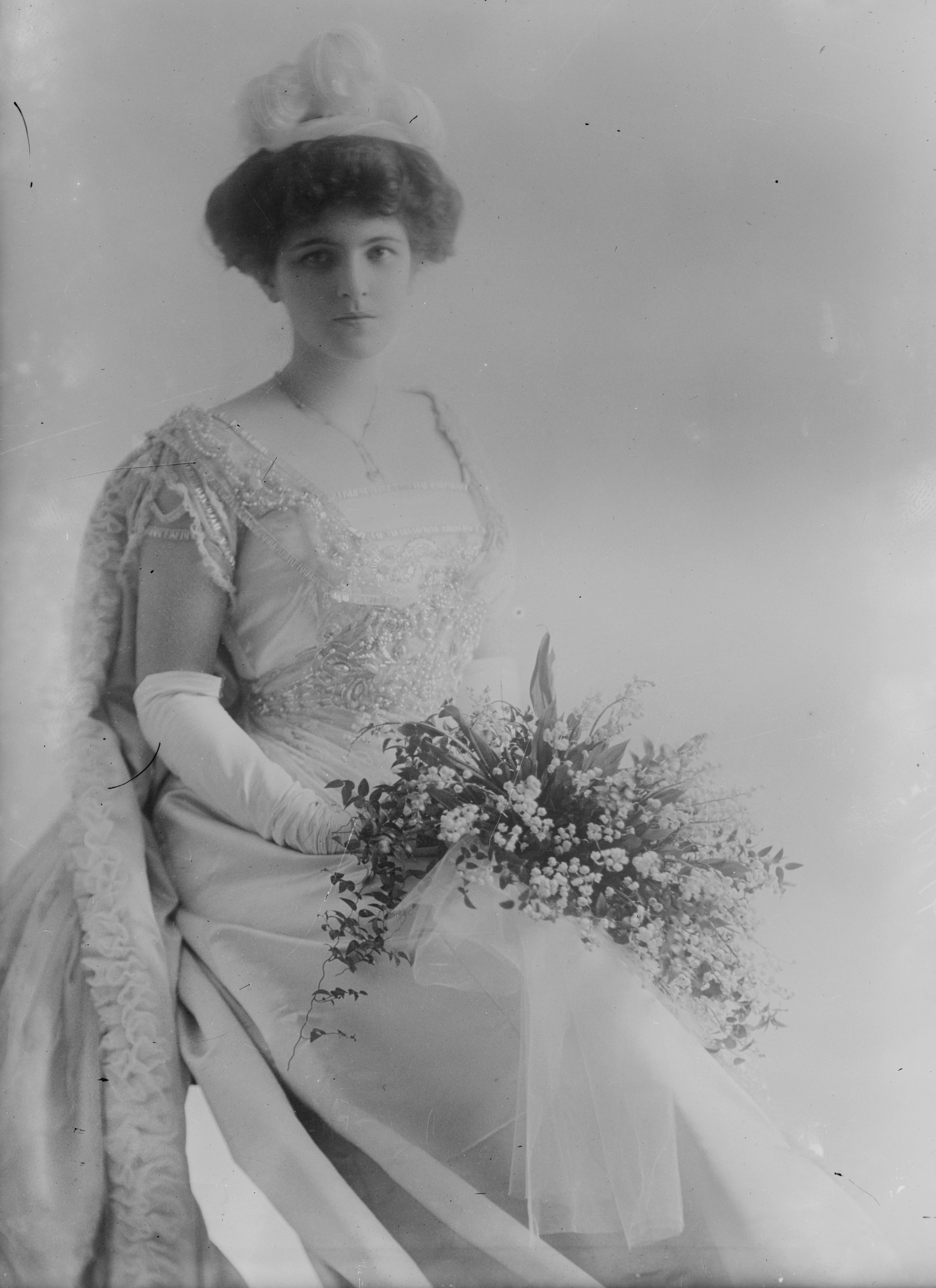
Ceceilia Fox
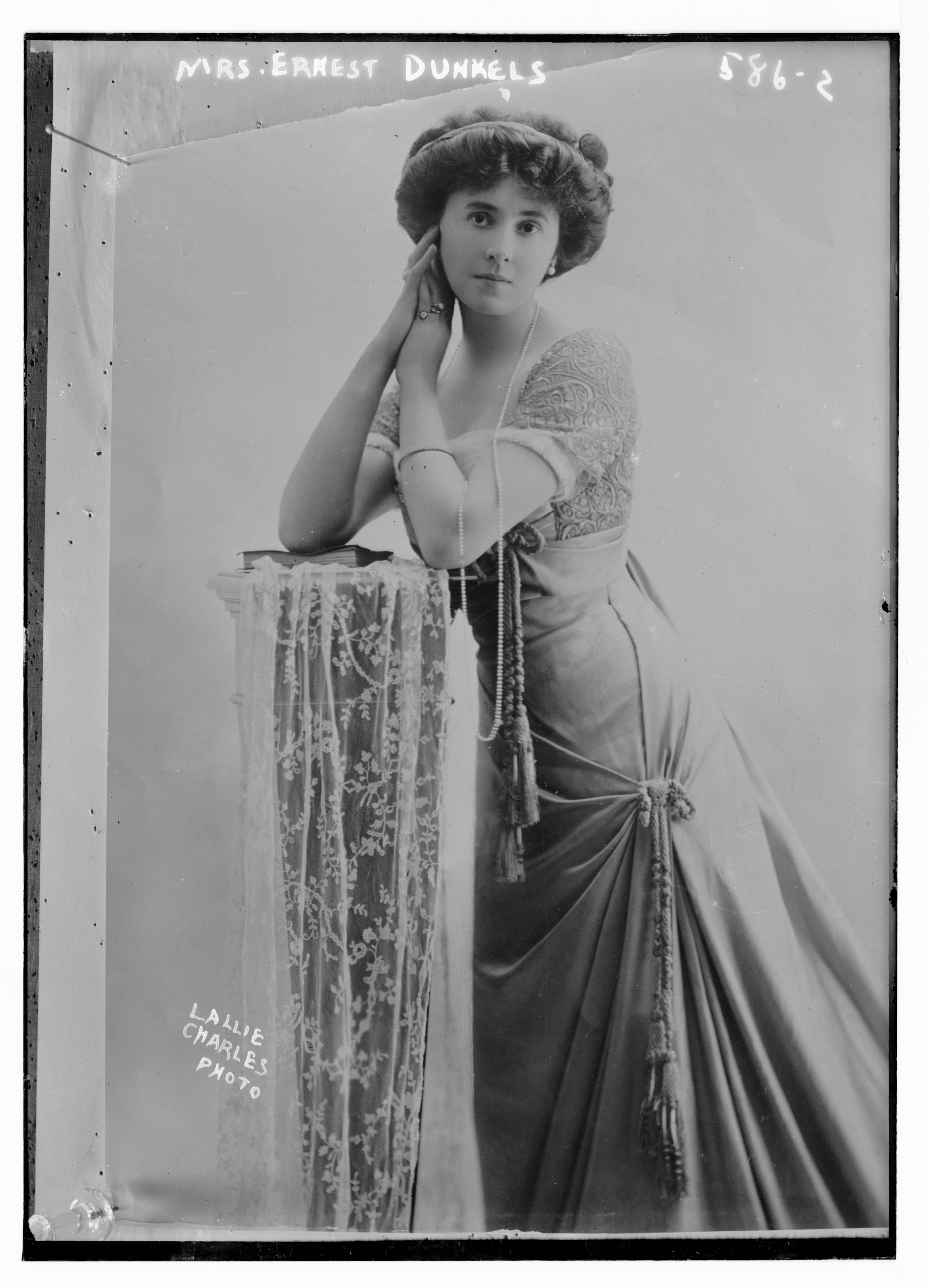
Mrs. Ernest Dunkels
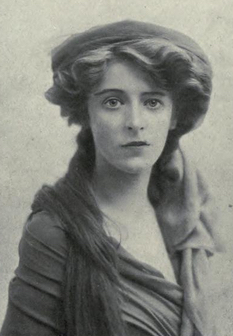
May Leslie Stuart